# سيني مايولو
سيني مايولو (بالفرنسية: Senny Mayulu؛ مواليد 17 مايو 2006) هو لاعب كرة قدم فرنسي من أصل كونغولي ديمقراطي يلعب في مركز الوسط في نادي باريس سان جيرمان في الدوري الفرنسي.

## النشأة
ولد سيني مايولو في 17 مايو 2006 في لو بلان مينيل, وهو من أصل كونغولي ديمقراطي.
لديه أخ أكبر، فالي مايولو، الذي يلعب في نادي رابيد فيينا النمساوي.

## مسيرته الكروية
بدأ سيني مايولو مسيرته المهنية مع نادي سان ديني. بعد سنتين انتقل إلى ابيني-سور-سين, وفي عام 2020 انتقل إلى باريس سان جيرمان.
في 25 يونيو 2021، وقع عقدًا مع باريس سان جيرمان في صفقة حتى عام 2024. في ديسمبر 2023، وصفت صحيفة ليكيب سيني مايولو بأنه أحد اللاعبين "الواعدين" في أكاديمية باريس سان جيرمان. في 7 يناير 2024 لعب مايولو أول مباراة له مع باريس سان جيرمان في كأس فرنسا ضد نادي ريفيل, في المباراة التي انتهت بفوز فريقه 9–0. في 20 يناير، سجل هدفه الأول في كأس فرنسا ليجعل النتيجة النهائية 4–1 لصالح فريقه ضد نادي أورليانز. في 17 مارس لعب أول مباراة له في الدوري الفرنسي, في المباراة التي انتهت بفوز فريقه 6–2 ضد نادي مونبلييه.
وسجل في نهائي دوري أبطال أوروبا مع ناديه باريس سان جيرمان في تاريخ 31/5/2025 الهدف الخامس ضد نادي إنتر ميلان ليتوج بطلا لدوري أبطال أوروبا

## مسيرته الدولية
يلعب سيني مايولو مغ منتخب فرنسا تحت 19 سنة.

## روابط خارجية
- سيني مايولو على موقع الاتحاد الأوربي (الإنجليزية)
- سيني مايولو على موقع إي إس بي إن إف سي (الإنجليزية)
- سيني مايولو على موقع قاعدة بيانات كرة القدم.إي يو (الإنجليزية)
- سيني مايولو على موقع ليكيب (الفرنسية)
- سيني مايولو على موقع Soccerbase.com (لاعب) (الإنجليزية)
- سيني مايولو على موقع Soccerway.com (الإنجليزية)
- سيني مايولو على موقع عالم كرة القدم.نت (الإنجليزية)